# Mont-Royal (ciudad)
Mont-Royal es una ciudad de la provincia de Quebec, Canadá. Es una de las ciudades que conforman la Comunidad metropolitana de Montreal y a su vez, hace parte de la aglomeración de Montreal y de la región administrativa de Montreal. Hace parte de las circunscripciones electorales de Mont-Royal a nivel provincial y de Mont-Royal a nivel federal.

## Geografía
Mont-Royal se encuentra ubicada en las coordenadas 45°31′00″N 73°39′00″O / 45.51667, -73.65000. Según Statistics Canada, tiene una superficie total de 7,66 km² y es una de las 1135 municipalidades en las que está dividido administrativamente el territorio de la provincia de Quebec.

## Demografía
Según el censo de 2011, había 19 503 personas residiendo en esta ciudad con una densidad poblacional de 2545,3 hab./km². Los datos del censo mostraron que de las 18 933 personas censadas en 2006, en 2011 hubo un aumento poblacional de 570 habitantes (3%). El número total de inmuebles particulares resultó de 7391 con una densidad de 964,88 inmuebles por km². El número total de viviendas particulares que se encontraban ocupadas por residentes habituales fue de 7049.